# 王右木故居
王右木故居位於四川省綿陽市江油市，文物遺址年代判定為清代。2007年6月1日公佈為四川省第七批文物保護單位。